# پنیگروز، گوینز
پنیگروز (به انگلیسی: Penygroes) یک شهرک و روستا در بریتانیا است که در گوینز واقع شده‌است. پنیگروز ۱٬۷۹۳ نفر جمعیت دارد.